# Johannes Pääsuke
Johannes Pääsuke (Tartu, 30 maart 1892 - Orsja, 8 januari 1918) was een Estisch filmmaker en fotograaf. Hij maakte in opdracht van de overheid foto's voor het Nationaal Museum van Estland. In 1912 filmde hij de Russische vliegenier Sergej Isajevitsj Oetotsjkin. Hij maakte van deze beelden de eerste Estische documentaire, Utotškini lendamised Tartu kohal. Hij rondde in dat jaar ook de opnamen af voor de korte film Karujaht Pärnumaal. Deze satirische film kwam uit in 1914 en wordt gezien als de eerste Estische speelfilm. Pääsuke wordt door zijn pioniersrol in de vroege filmgeschiedenis beschouwd als de vader van de Estische cinema.

## Filmografie (selectie)
- Utotškini lendamised Tartu kohal (1912)
- Utotškini lend (1912)
- Tartu linn ja ümbrus (1912)
- Ajaloolised mälestusmärgid Eestimaa minevikust (1913)
- Retk läbi Setumaa (1913)
- Karujaht Pärnumaal (1914)

## Fotogalerij

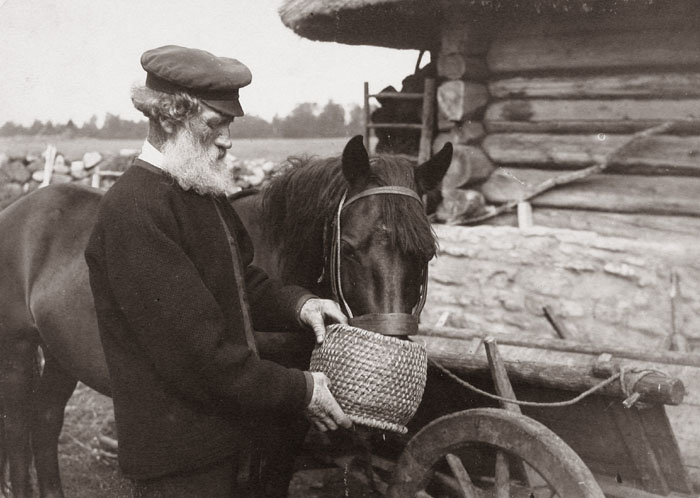
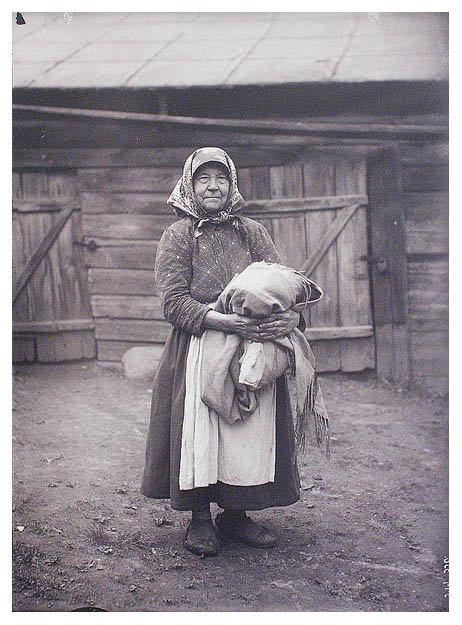
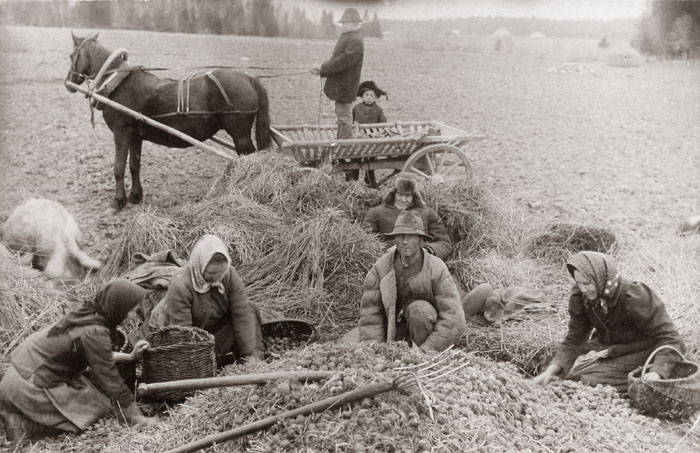